# Mausoleum des Hauses Pfalz-Neuburg

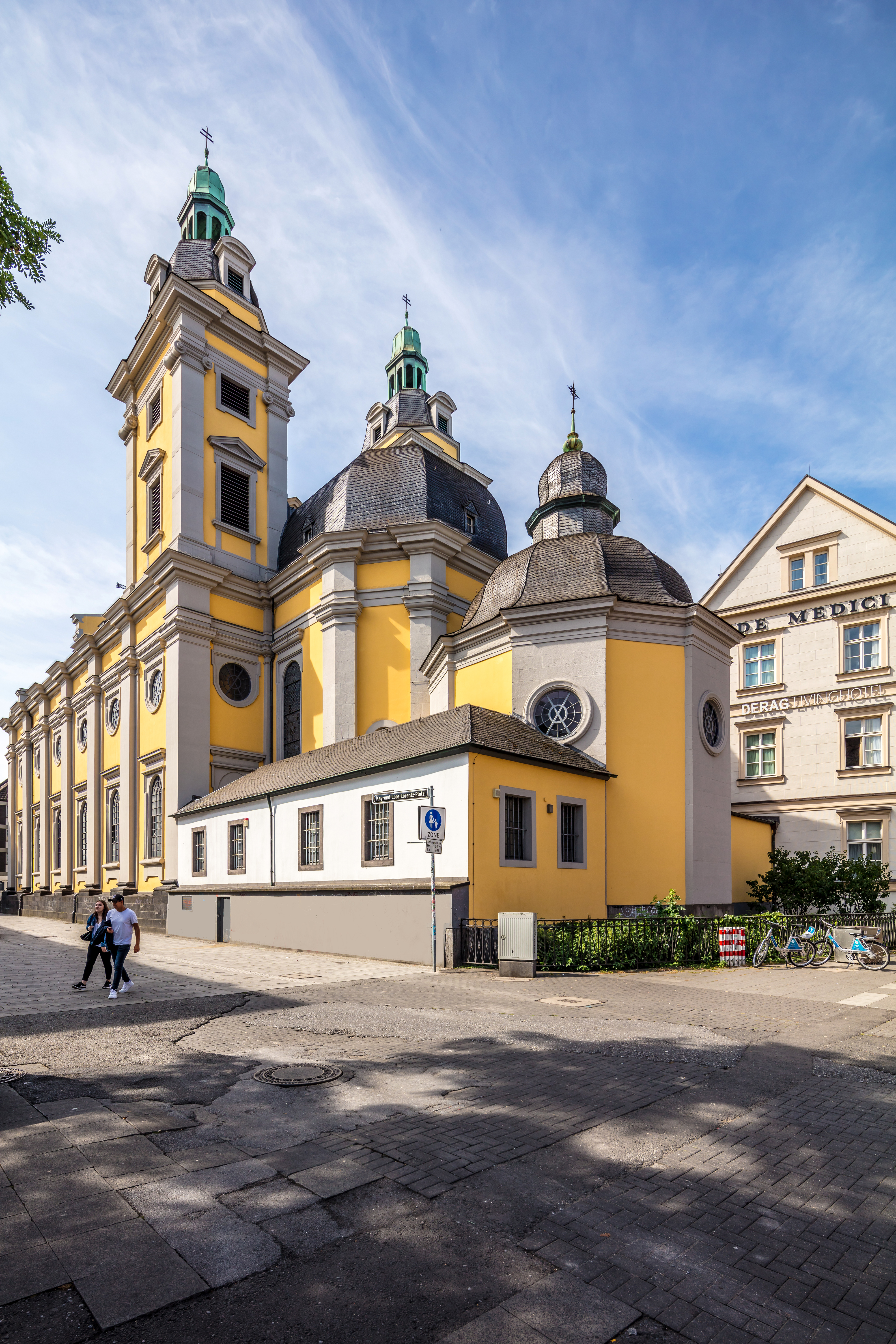
Mausoleum am Chor von St. Andreas, 2019

Das Mausoleum des Hauses Pfalz-Neuburg ist ein zwölfeckiger Zentralbau am Chor der Hofkirche St. Andreas in Düsseldorf. Als Mausoleum diente der Barockbau, der im Auftrag des Kurfürsten Karl III. Philipp von der Pfalz errichtet wurde, der Grablege von Angehörigen des herzoglichen Hauses Pfalz-Neuburg, insbesondere der Bestattung des 1716 verstorbenen Kurfürsten Johann Wilhelm von der Pfalz, der den Bau einer Totenkapelle bereits 1693 testamentarisch verfügt hatte. Deren Entwurf wird dem Hofarchitekten Simon Sarto zugeschrieben, der auch die Bauarbeiten 1716/1717 leitete.

## Beschreibung

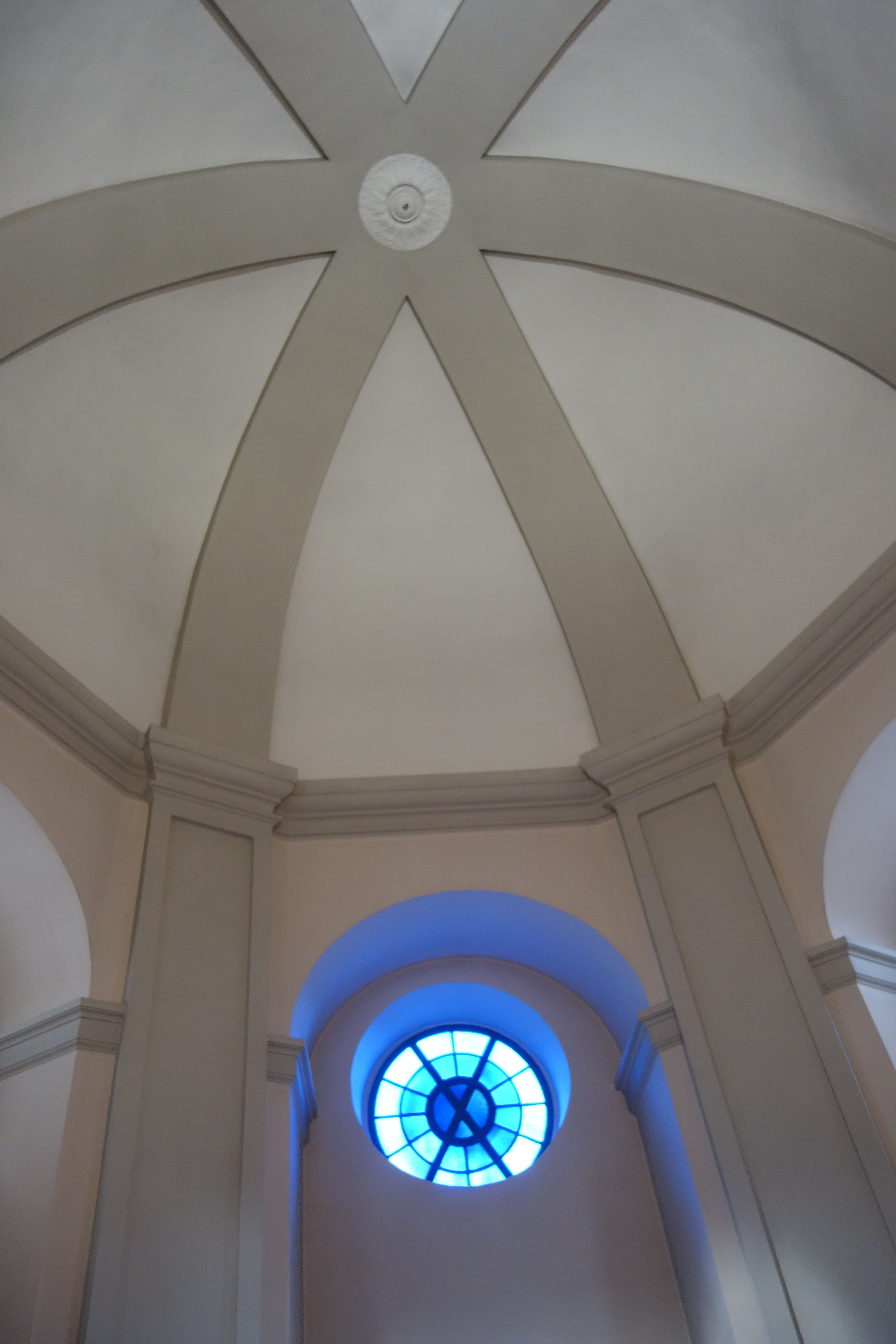
Innenansicht: Gewölbe, Nische und Okulus

Das Zwölfeck als Grundriss des eingeschossigen, verputzten Gebäudes findet in einer schiefergedeckten Barockhaube mit geschlossener Laterne, die ebenfalls über zwölf Ecken geformt sind, einen oberen Abschluss, der dem Bau den Charakter einer Kapelle verleiht. Nach dem Vorbild der Hofkirche schließt ein umlaufendes Kranzgesims die Umfassungswände zur Traufe ab. Fünf Okuli, die sich als Oberlichter auch schon in den Fensterachsen der Hofkirche befinden, erscheinen in der Fassade des Mausoleums auf farblich abgesetzten Wandvorlagen und belichten das Innere über Bleiglasfenster mit Teilungen, die als Andreaskreuz ausgebildet sind. Den Innenraum überspannt auf sechs Pfeilern, die fünf, jeweils mit Bögen überwölbte Wandnischen und einen Eingang rahmen, eine einfache Kuppel. In den Wandnischen stehen Sarkophage, vor den Pfeilern Kerzenleuchter aus Bronze. Die hellverputzten Innenwände zeigen schlichte Sockel- und Pfeilerprofile. Der Fußboden ist mit dunklen, sternförmig ausgelegten Marmorplatten gestaltet. Der Zutritt zum Mausoleum erfolgt über die an der Westseite der Kirche liegende Patronatsloge und einen Gang hinter dem Hochaltar.

## Geschichte
Der noch in Innsbruck residierende Kurfürst Karl Philipp bewilligte am 1. September 1716 den Bau des Mausoleums. Da Anna Maria Luisa de’ Medici als Kurfürstin-Witwe vor Ort das Projekt überwachte und dem Bauplan ihre Zustimmung gab, wird angenommen, dass das ihr bekannte Konzept der Cappella dei Principi an der Basilica di San Lorenzo in Florenz ein architektonisches Vorbild für die Düsseldorfer Chorscheitelrotunde gewesen sein könnte. Um den Bau zu finanzieren, wurden einige Häuser auf der Krämerstraße, die unter Karl Philipps Vorgänger erworben worden waren, für 13.540 Reichstaler versteigert. Unter Leitung des Architekten Simon Sarto wurde der Bau bis Ende August 1717 errichtet. Danach wurden die metallenen, aus einer Blei-Zinn-Legierung hergestellten Sarkophage von acht mumifizierten Personen der jüngere Linie Pfalz-Neuburg des Adelsgeschlechtes Wittelsbach, die zuvor in der 1651 errichteten Fürstengruft der Andreaskirche bestattet worden waren, in das Mausoleum überführt:

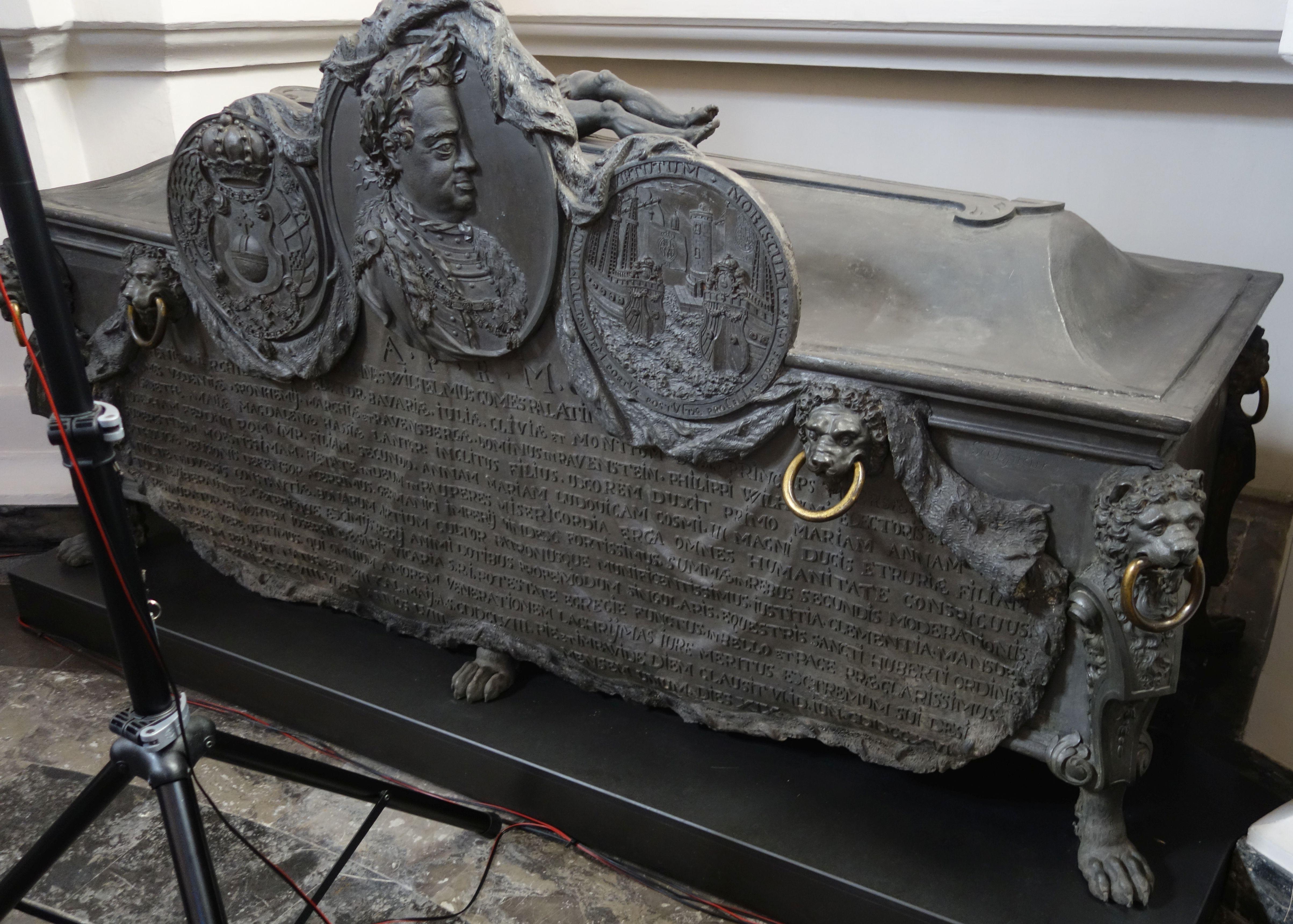
Sarkophag des Kurfürsten Johann Wilhelm von der Pfalz

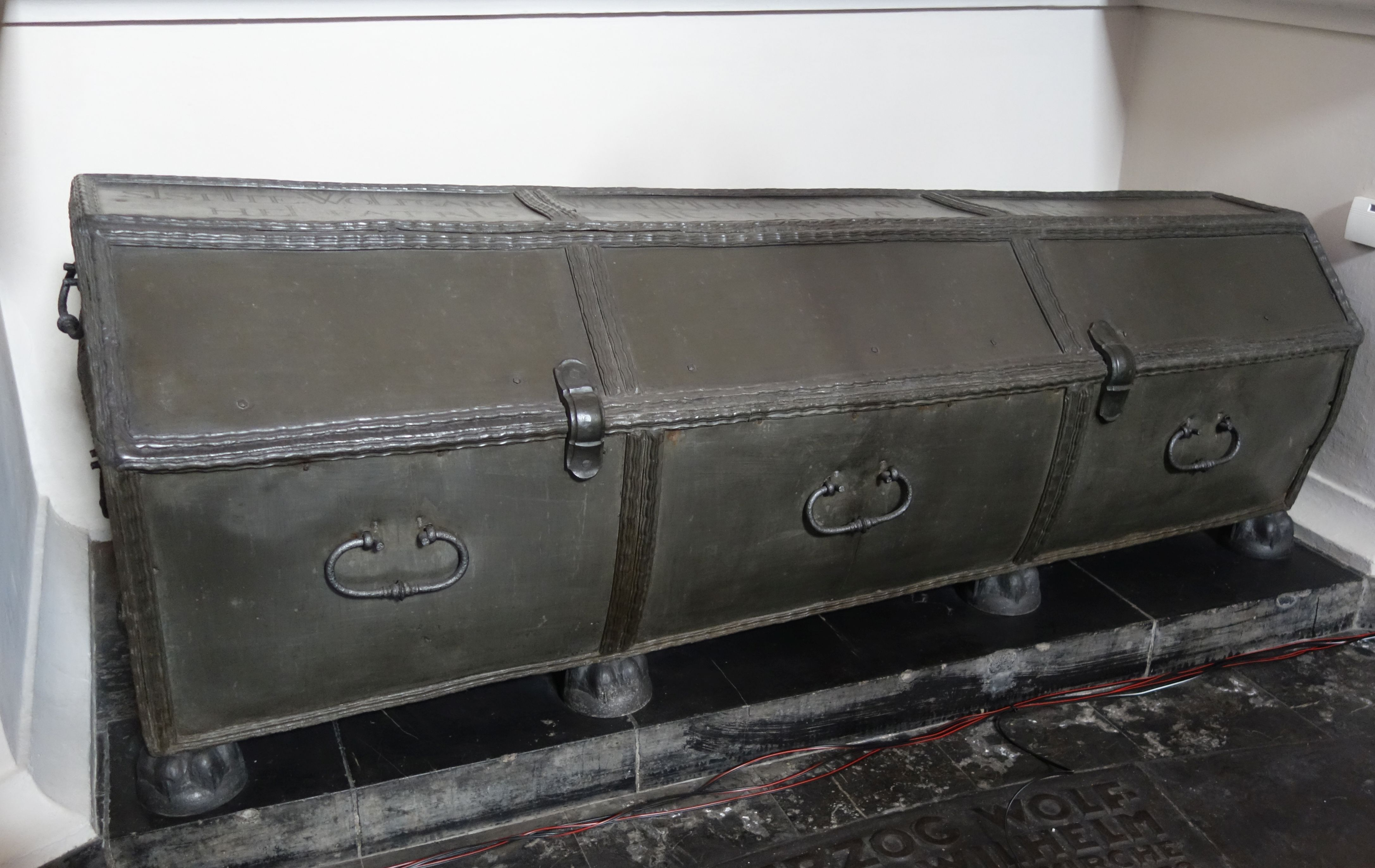
Metallsarg des Pfalzgrafen Wolfgang Wilhelm von Pfalz-Neuburg

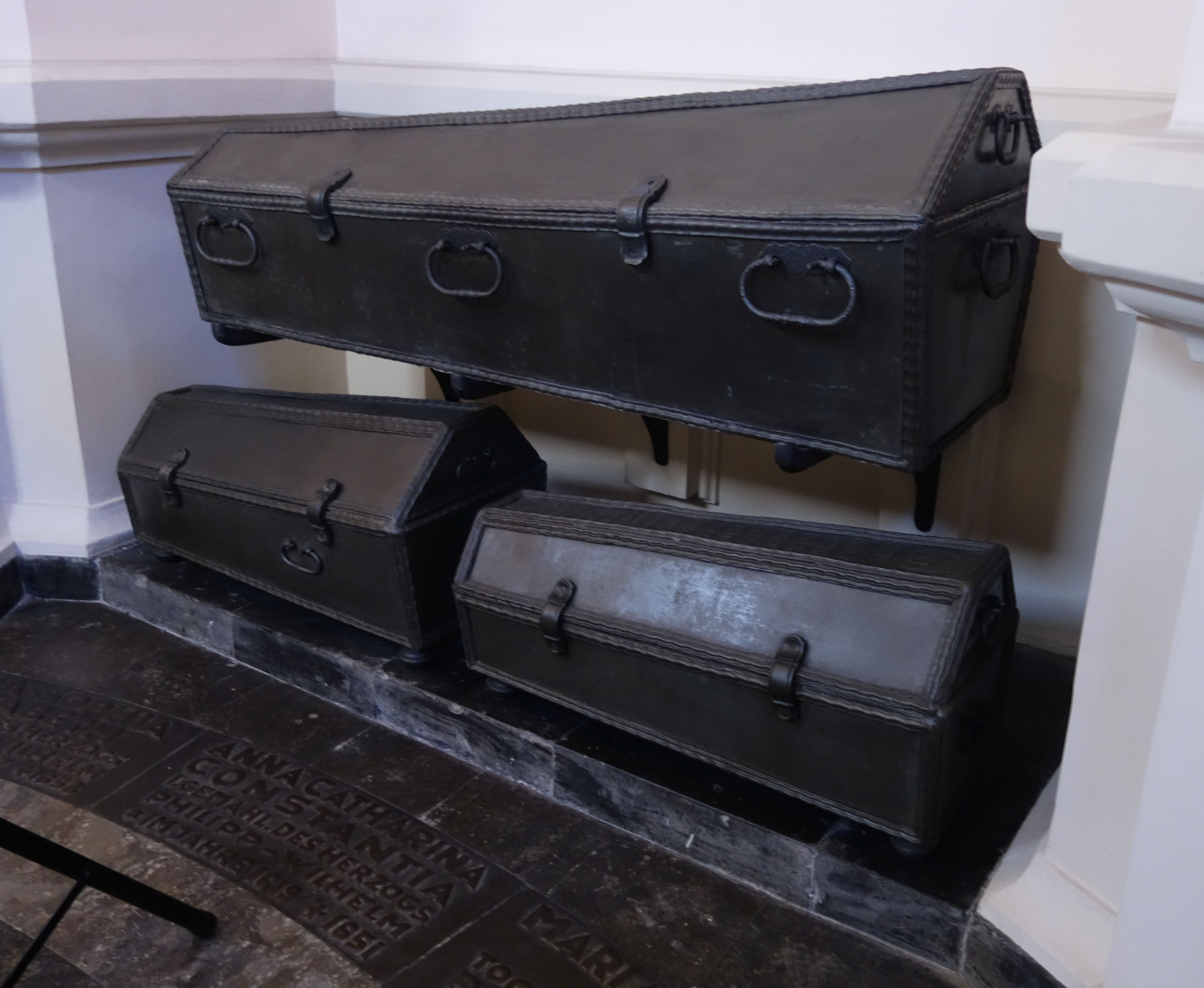
Särge der Herzogin Anna Katharina Konstanze und weiterer Angehöriger des Hauses Pfalz-Neuburg

- in der Nische an der Stirnseite gegenüber dem Eingang: barocker, ehemals vergoldeter Prunksarkophag des Kurfürsten Johann Wilhelm von der Pfalz, ein Werk des Hofbildhauers Gabriel Grupello
- in der Nische rechts daneben: schlichter Metallsarg des Herzogs Wolfgang Wilhelm von Pfalz-Neuburg, des Großvaters der Kurfürsten
- in der Nische links daneben: schlichter Metallsarg des Generals Friedrich Wilhelm von Pfalz-Neuburg, eines Bruders der Kurfürsten
- in der Nische rechts neben dem Eingang: Holzsärge der Prinzessin Leopoldine Eleonore von der Pfalz und des kurz nach seiner Geburt verstorbenen Prinzen Johann von der Pfalz (*/† 1. Februar 1675), Geschwister der Kurfürsten
- in der Nische links neben dem Eingang: schlichte Metallsärge der Herzogin Anna Katharina Konstanze, der ersten Ehefrau des Herzogs und späteren Kurfürsten Philipp Wilhelm von der Pfalz, sowie die Metallsärge der Prinzessinnen Maria Adelheid Anna (* 6. Januar 1656; † 22. Dezember 1656) und Sophie Elisabeth von der Pfalz (* 27. Mai 1657; † 7. Februar 1658), Geschwister der Kurfürsten.

Während der Koalitionskriege wurden die äußeren Metallsärge der Prinzessinnen Leopoldine Eleonore und des Prinzen Johann von Grabräubern gestohlen, so dass nur die mit Samt beschlagenen, inneren Holzsärge erhalten sind. Angestoßen durch einen Bericht des Düsseldorfer Tribunalrichters Theodor von Haupt vom November 1819 an die preußische Regierung über den verwahrlosten Zustand des Mausoleums mit teils offenen, teils halb zertrümmerten Särgen legte Regierungs- und Baurat Adolph von Vagedes 1820 Pläne für eine Neugestaltung vor, die jedoch wegen der Kosten verworfen wurde. Erst 1875 wurde eine einfache Renovierung durchgeführt, bei der der noch verlötete Sarg des Kurfürsten Johann Wilhelm geöffnet und nach Untersuchung wieder versiegelt wurde. Auf Initiative des Heimatvereins Düsseldorfer Jonges wurde das Innere des Mausoleums 1935 mit neuem Steinfußboden und Fenstern restauriert.
Im Zweiten Weltkrieg beschädigte ein Luftangriff das Gebäude. 1958, anlässlich des 300. Geburtstags des Kurfürsten Johann Wilhelm, wurde es erneut restauriert und nach einem Entwurf von Ewald Mataré gestaltet. Auf ihn gehen die farbigen Glasfenster, die Wahl der zarten Wandfarbe, in den Boden eingelassene Namensinschriften und die bronzenen Kerzenleuchter zurück.

## Literatur

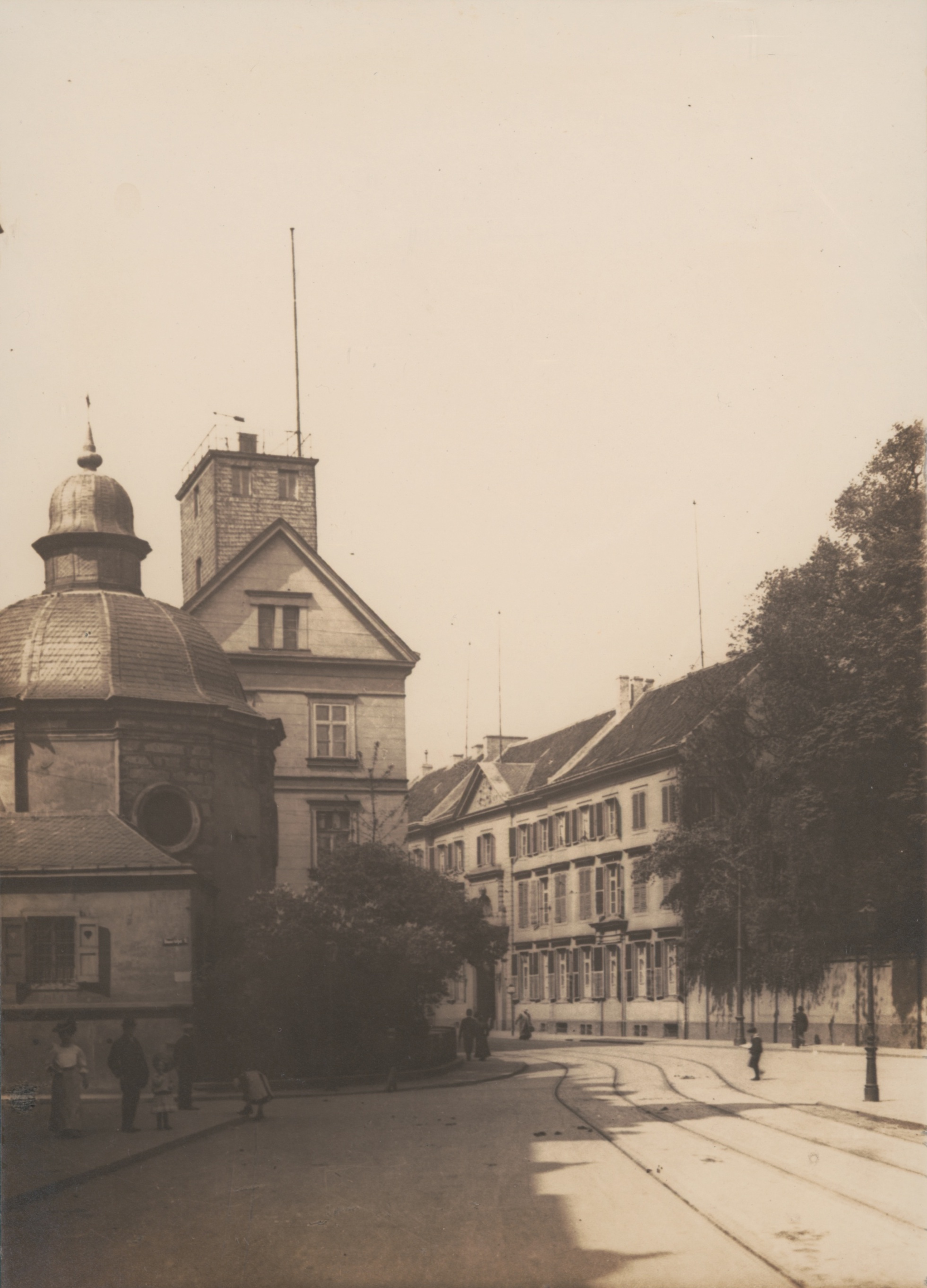
Mausoleum an der Andreaskirche mit altem Statthalterpalais, fotografiert von Erwin Quedenfeldt um 1912